# Risdeárd Bourke
Risdeárd Bourke, (mort en 1586) est le 19e Seigneur de Mayo  de 1582 à 1586

## Origine
Risdeárd ou Richard Bourke est le fils d'Oliver fils de Seaan lui-même 3e fils de Ricard Ó Cuairsge Bourke. Les Annales de Loch Cé notent sa mort: Mac William Burke c'est-à-dire Richard fils d'Oliver meurt

## Règne
Il est investi par John Perrot (en) comme Mac William Íochtar.